# スペース・ジャム
『スペース・ジャム』（Space Jam）は、1996年に公開されたアメリカの実写アニメーションスポーツコメディ映画で、監督はジョー・ピトカ、主演はバスケットボール選手のマイケル・ジョーダン。

## ストーリー
マイケル・ジョーダンがバスケット選手を引退し、プロ野球選手に転職を宣言している頃、宇宙人が経営する遊園地は人気がなく、新しいスターを探そうとした時、地球のテレビで活躍するルーニー・テューンズのメンバーを目をつけた。彼らを遊園地で働かせるために宇宙人は地球へやってきた。奴隷として遊園地で働かされたくないバッグス達は彼らをうまく騙し、宇宙に連れて行かれないために彼らの体が小さいことからバスケットで試合して勝負することを提案する。
しかし、宇宙人達はプロのバスケット選手の話を聞き、彼らの才能を盗み出し、パワーアップし試合に挑もうとしていた。これにはまずいと判断したバッグスも負けじと、プロ野球選手に転職していたマイケル・ジョーダンを引っさげ、彼らのピンチに駆けつけたローラ・バニーも仲間に加え、試合に臨む。
試合当日、前半は苦戦するもののバッグスが用意した秘密のドリンク（ただの水）を飲んだ事で自信を取り戻したダフィー達、ルーニー・テューンズは自分達の持ち前を発揮し、点差を縮める。マイケルが元バスケット選手だと気付いた宇宙人の社長はマイケルもバッグス達共々スターとして奴隷にしたいと賭けに出てマイケルのマネージャーのスタンから宇宙人達がMVP選手の才能を盗んだ事を知ったマイケルもその賭けを飲む事にした。
宇宙人達は最後の手段としてマイケルとルーニー・テューンズ達を全員怪我で退場させる作戦を変え、普段やられない仲間ですら試合に出れないぐらい大怪我をしてしまい、最後のメンバーであったスタンもペッタンコにされ、ついにメンバー不足の危機に陥るが意外な人物が助けに現れる。
マイケルとバッグス達は残り十秒で逆転し、ルーニー・テューンズとバスケット選手を救えるのか？

## キャスト
主演
- マイケル・ジョーダン - 本人（吹替 - 山寺宏一）
- スタン・ポドラック - ウェイン・ナイト（桜井敏治）
- ホニータ・ジョーダン -  テレサ・ランドル（佐藤しのぶ）
- チャールズ・バークレー - 本人（伊藤栄次）
- パトリック・ユーイング - 本人（梁田清之）
- マグシー・ボーグス - 本人（坂東尚樹）
- ラリー・ジョンソン - 本人（長島雄一）
- ショーン・ブラッドリー - 本人（星野充昭）
- ラリー・バード - 本人（中田和宏）
- ビル・マーレイ - 本人（江原正士）
- 少年時代のマイケル - ブランドン・ハモンド（くまいもとこ）
- マイケルの父 - トム・バリー（稲葉実）
- ジェフ - マナー・ムーキー・ワシントン（くまいもとこ）
- 家政婦 - ベベ・ドレク（寺内よりえ）

登場アニメキャラクター
- バッグス・バニー - ビリー・ウェスト（山口勝平）
- ローラ・バニー - ケイス・スシー（深水由美）
- ダフィー・ダック - ディー・ブラッドリー・ベイカー（高木渉）
- ポーキー・ピッグ - ボブ・バーゲン（龍田直樹）
- エルマー・ファッド - ビリー・ウェスト（長島雄一）
- ヨセミテ・サム - ビル・ファーマー（郷里大輔）
- トゥイーティー - ボブ・バーゲン（こおろぎさとみ）
- シルベスター・キャット - ビル・ファーマー（江原正士）
- グラニー - ジューン・フォーレイ（京田尚子）
- タズマニアン・デビル - ディー・ブラッドリー・ベイカー（麦人）
- フォグホーン・レグホーン - ビル・ファーマー（玄田哲章）
- ペペ・ル・ピュー - モーリス・ラマーシュ（谷口節）
- マービン・ザ・マーシャン - ボブ・バーゲン（中田和宏）
- スワック・ハンマー - ダニー・デヴィート（青野武）
- オレンジ色のナードラク ズィルチ / パウンド（Zilch / Pound） - ジョスリン・ブルー (山本圭子)
- 青のナードラク ボイド / ブランコ（Void / Blanko） - チャリティー・ジェームズ (石塚理恵)
- 緑のナードラク ナル / バング（Null / Bang） - ジューン・メルビー（石塚理恵）
- 紫のナードラク バプカス（Bupkus） - キャサリン・ライトマン（菊池いづみ）
- 赤のナードラク ノート（Nawt） - コリーン・ウェインライト（石塚理恵）
- オレンジ色のモンスター  ズィルチ / パウンド（Zilch / Pound） - ダーネル・サトゥルス（斎藤志郎）
- 青のモンスター ボイド / ブランコ（Void / Blanko） - スティーブ・ケヘラ（小森創介）
- 緑のモンスター ナル / バング（Null / Bang） - ジョーイ・カメン（梁田清之）
- 紫のモンスター バプカス（Bupkus） - ドリアン・ヘアウッド（園岡新太郎）
- 赤のモンスター ノート（Nawt） - T. K. カーター（岩松廉）
- ナレーション - （梅津秀行）

## 日本語版スタッフ
| プロデューサー | 小川政弘 尾谷アイコ（ワーナー・ホーム・ビデオ） |
| 演出           | 松岡裕紀                                        |
| 翻訳           | 新村一成                                        |
| 録音・調整     | 新井保雄                                        |
| 制作担当       | 相原正之 中西真澄（プロセンスタジオ）           |
| 日本語版制作   | ワーナー・ホーム・ビデオ プロセンスタジオ       |

## サウンドトラック
1. "Fly Like an Eagle" - シール – 4:14
2. "The Winner" -クーリオ – 4:03
3. "Space Jam" - Quad City DJ's – 5:07
4. "I Believe I Can Fly" - R・ケリー – 5:22
5. "Hit 'Em High"  - Bリアル・オブ・サイプレス・ヒル、クーリオ、Method Man、LL・クール・J and バスタ・ライムス – 4:17
6. "I Found My Smile Again" - ディアンジェロ – 6:15
7. "For You I Will" - モニカ – 4:56
8. "Upside Down ('Round-N-'Round)" - Salt-N-Pepa – 4:16
9. "Givin' U All That I've Got" - Robin S. – 4:04
10. "Basketball Jones" - バリー・ホワイト and クリス・ロック – 5:40
11. "I Turn To You" - All-4-One – 4:52
12. "All of My Days" - Changing Faces featuring R・ケリー and ジェイ・Z – 4:01
13. "That's the Way" - スピン・ドクターズ featuring ビズ・マーキー – 3:49
14. "Buggin'" - バッグス・バニー（ビリー・ウェスト）、ダフィー・ダック（ディー・ブラッドリー・ベイカー）、エルマー・ファッド（ビリー・ウェスト） – 4:14

## 反応
『スペース・ジャム』という映画は、さまざまな評価に分かれた。Rotten Tomatoesでは批判が 37%で、そのうちの46%が"Top Critics"に選ばれ,映画に肯定的な感想が与えられた。映画評論家のロジャー・イーバートはこの映画を非常に良い作品だとしていた。ジーン・シスケルもこの映画については肯定的な意見をもっていたが、エバートほどではなかった。 レオナルド・マーティンもこの映画については肯定的な意見をもっていた。一部の批評家は、これより前に公開された実写とアニメを融合させた映画『ロジャー・ラビット』と比べて、『ロジャー・ラビット』の方が勝っていると評したサウンドトラックも、6つのプラチナを獲得した 。この映画に用いられていたR.ケリーの"I Believe I Can Fly"もヒットした。なお、テーマ曲はSpin Doctorsが担当した。

### 興行収入成績
批評にかかわらず、この映画は大きなヒットを飛ばした。初回公開週の週末には、アメリカ合衆国で27,528,529USドルを売上げ、最終公開週には アメリカ合衆国で90,418,342USドル、世界中で230,418,342USドルを売り上げた。

## ゲーム
PlayStation、セガサターン、MS-DOSにてTVゲーム化もされ、1997年2月28日にアクレイムジャパンからPlayStation版とセガサターン版が日本国内で発売された。